# LFH60

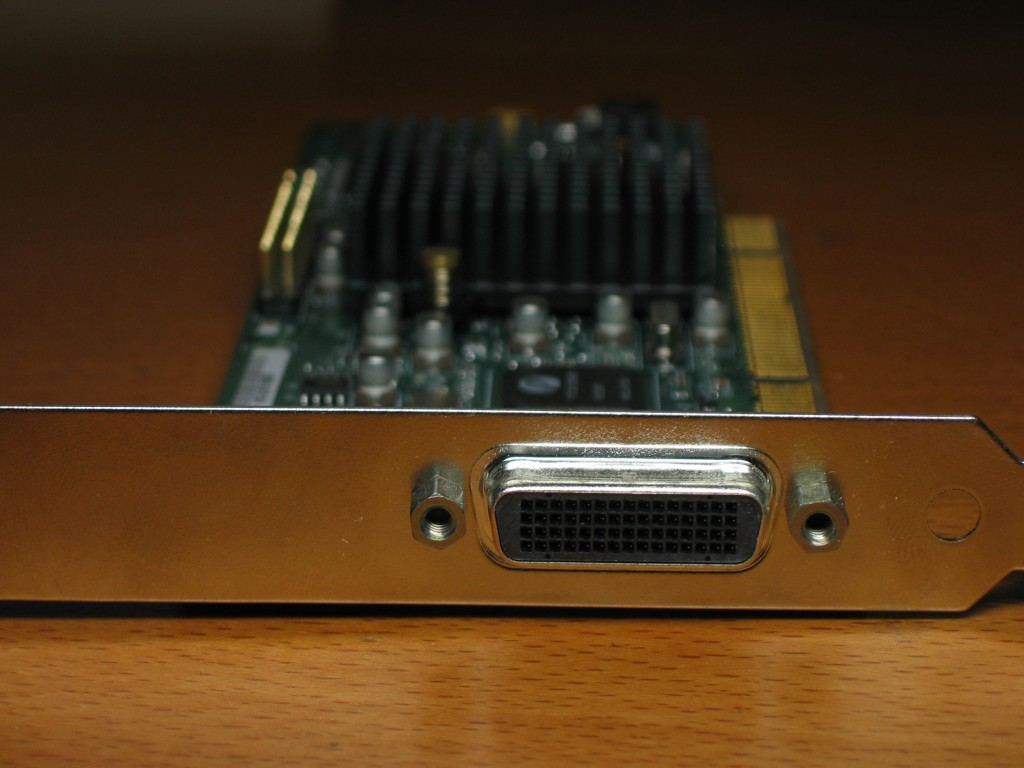
LFH60 Adapter

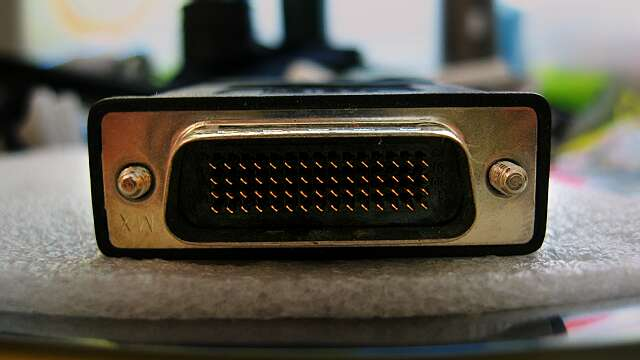
LFH60 Stecker

Low Force Helix 60 (LFH60) ist ein 60-poliger Steckverbinder. Die Kontakte sind in vier Reihen zu 15 Pins angeordnet. LFH60 wird in der Netzwerk- und PC-Technik eingesetzt. Die Buchse wird als LFH60-F (female) und der Stecker als LFH60-M (male) bezeichnet.

## Einsatz
Cisco nutzt LFH60 als Steckverbinder an seinen Routern. Viele X.21-Interface sind als LFH60 ausgeführt.
Einige Grafikkartenhersteller nutzen LFH60 als Dual-DVI-Stecker, wie zum Beispiel Matrox und Nvidia. Zum Anschluss von Monitoren ist bei diesen Karten ein Adapter von LFH60 auf DVI erforderlich.
Aus dem LFH-Stecker wurde der DMS-59-Stecker entwickelt.